# Lo Zibaldone
Lo Zibaldone è stata una casa editrice italiana fondata a Trieste da Anita Pittoni nel 1949.

## Storia e attività editoriale
La casa editrice si poneva l'obiettivo di ricomporre «i lineamenti complessi di Trieste e della sua regione allineando in una collana svelta e di agevole lettura opere originali d’ogni tempo che, nella varietà degli argomenti, potessero dare un quadro oggettivo della fisionomia della terra giulia, poco o male conosciuta» . Per i tipi de Lo Zibaldone uscirono «non solo opere di classici della cultura di Trieste [...] ma anche testi di grande rilievo relativi al passato della città [...] opere di stranieri e viaggiatori a Trieste, e altre relative all’esperienza di artisti [...] libri di scrittori di eccellenza allora giovani (come Tullio Kezich e Sergio Miniussi)» . Tra le opere più significative pubblicate si ricorda la prima edizione di Uccelli di Umberto Saba (1950), il Diario per la fidanzata (1962) e le Lettere alla moglie (1963) di Italo Svevo.